# Gerson Panduro
Gerson Panduro (Lima, Provincia de Lima, Perú, 1 de agosto de 1995) es un futbolista peruano. Juega de delantero y actualmente está sin equipo.

## Trayectoria

### Universitario de Deportes
Gerson Panduro fue formado en las divisiones menores del Club Universitario de Deportes. Debido a su gran momento en el Torneo de Reserva en el año 2013 fue promovido al primer equipo de la «U». Hizo su debut oficial en primera división el 1 de diciembre de 2013 en el empate 2-2 ante José Gálvez. Jugó al lado con jugadores como Patrick Zubczuck, Carlos Cáceda, Mario Tajima, Maelo Reategui, Roberto Siucho y Emanuel Paucar. Jugó solo un partido oficial con el club merengue, pero tuvo un descatado paso por el equipo de reservas, con el que obtuvo dos títulos.
En 2016 fue fichado por la Academia Cantolao, siendo dirigido por Carlos Silvestri, quien fue su entrenador en la reserva de Universitario. Fue campeón de la Segunda División del Perú.
A inicios del 2017 llega al Sport Victoria de Ica. Termina el año con 7 goles, cuando todo parecía concretarse para que jugase en Club Rápido de Bauzas de España, pequeños detalles hicieron que el traspaso no se llegara a concretar. En el 2018 fue el mejor jugador del club iqueño, logró anotar 16 goles en 2 años, tras un breve paso por Octavio Espinosa llega a Comerciantes Unidos que recientemente había descendido a la Liga 2 (Perú).

## Clubes
| Club                      | País | Año         |
| ------------------------- | ---- | ----------- |
| Universitario de Deportes | Perú | 2013 - 2015 |
| Academia Cantolao         | Perú | 2016        |
| Defensor Lima             | Perú | 2017        |
| Sport Victoria            | Perú | 2017 - 2018 |
| Octavio Espinosa          | Perú | 2019        |
| Comerciantes Unidos       | Perú | 2019        |

## Palmarés

### Campeonatos nacionales
| Título                    | Club                      | País | Año    |
| ------------------------- | ------------------------- | ---- | ------ |
| Primera División del Perú | Universitario de Deportes | Perú | 2013   |
| Torneo de Reservas        | Universitario de Deportes | Perú | 2014-I |
| Torneo de Reservas        | Universitario de Deportes | Perú | 2015-I |
| Segunda División del Perú | Academia Cantolao         | Perú | 2016   |